# Michele Sambin
Michele Sambin (Padova, 1951) è un regista teatrale e artista italiano.

## Biografia
Nasce a Padova nel 1951. Nel 1967 si trasferisce a Venezia e frequenta il Liceo Artistico della città lagunare. Realizza nel 1968 il suo primo film sperimentale chiamato Anamnesi. Inizia a frequentare nel 1969 la neonata Università Internazionale dell’Arte (UIA), fondata da Giuseppe Mazzariol per creare un collegamento tra esperienze artistiche e problemi che riguardano il territorio veneziano. Sambin riflette quindi sulla città di Venezia realizzando i film Laguna (1971) e successivamente Blud’acqua (1972). Nel 1972, in occasione della sua prima personale, realizzata ad Abano alla Galleria Image, incontra Teresa Rampazzi, una delle prime donne in Italia a produrre e a sperimentare con la musica elettronica e d'Avanguardia. Sambin inizia a partecipare alle sue ricerche e nel 1975 si diploma al corso di Musica Elettronica presso il Conservatorio Benedetto Marcello di Venezia con Alvise Vidolin.
A partire dal 1974 all'esperienza con il cinema Sambin affianca la sperimentazione con il video e realizza i primi lavori di videoarte con la Galleria del Cavallino di Venezia, diretta da Paolo Cardazzo. Sambin Sarà il primo artista a sperimentare dal 1976, declinando in seguito l'operazione in moltissime varianti, il videoloop, il video a bobina aperta (open reel): tecnica per cui attraverso la creazione di un anello di nastro magnetico viene racchiuso, in un unico dispositivo, la ripresa di un evento e la sua riproduzione ottenendo nel contempo un decadimento temporale dell'immagine e del suono. In Sax soprano due (1980) l'autore suona usando molteplici tracce da lui pre-registrate.
La sua ricerca sulle specificità tecnologiche e poetiche del video viene presentata in diverse manifestazioni tra cui: Settimana Internazionale della performance, a cura di Renato Barilli presso la Galleria d'arte moderna di Bologna nel 1977 dove presenta Autoritratto per quattro camere e quattro voci;  Le camere incantate curata da Vittorio Fagone e svoltasi a Milano, Palazzo Reale nel 1980, dove presenta il tempo consuma; Forme scenografiche della televisione alla Triennale di Milano nel 1981 dove espone la video installazione From left to right un lavoro prodotto con il Centro di Videoarte di Palazzo dei Diamanti, Ferrara.
Nel 1980 con la fondazione del TAM Teatromusica, si dedica alla regia di opere teatrali. Realizza così più di 80 opere per la scena che vengono presentate in vari festival nazionali e internazionali fra i quali: il Wiener Festwochen (1989), il Third Jerusalem International Festival (1985), il Festival internazionale di Teatro di Granada (1987), il Festival Santarcangelo dei Teatri (1989,1990,1991) e il Festival d'Automne à Paris (1991). Alcune delle opere nascono su commissione e hanno una forte componente musicale come:  Ages su musica di Bruno Maderna, commissione RAI di Milano; Children's Corner su musica di Claude Debussy, commissione Teatro alla Scala di Milano e ...1995...2995...3695...su musica di Marco Stroppa, commissione della Biennale Musica di Venezia. In tutti i lavori teatrali appare evidente come il processo musicale sia motore di creazione per la stesura della partitura scenica. «Il Tam darà vita a un ostinato lavoro di rifondazione del linguaggio scenico: musiche e video con tracce grafiche realizzate in tempo reale produrranno sul palco un ricercato effetto pittorico , ottenuto con la manipolazione di forme tramite una tavoletta digitale». Il lavoro teatrale di Sambin è stato riconosciuto e premiato nel 2014 con l'Ubu.

## Premi
Si aggiudica, nella stagione 84/85, il premio dell'Ente Teatrale Italiano (ETI) con Era nell'aria, spettacolo che contiene un forte richiamo al teatro strumentale di Mauricio Kagel.
Nel 2000 riceve il Premio E. M. Salerno per lo spettacolo teatrale Fratellini di legno realizzato con la compagnia di detenuti del carcere di Padova con cui realizza video e spettacoli.
Per lo spettacolo Anima blu riceve il premio per la migliore scenografia al Festival Feten Gijon (2009) e il premio per le musiche al XIX International Puppet Theatres Festival Meetings Torun (2012).
Michele Sambin insieme al Tam Teatromusica ha vinto il Premio Ubu per il teatro nel 2014 «per l'incessante attività di ricerca tesa a coniugare impegno di interazione sociale e intreccio delle arti in un reciproco scambio di valori ed esperienze».

## Tributi
Michele Sambin insieme a Pierangela Allegro è protagonista del docufilm intitolato "Più de la vita" realizzato da Raffaella Rivi e prodotto da Kublai Film nel 2019.

## Esposizioni selezionate
- 1977 - La Settimana Internazionale della Performance, Bologna
- 1978 - 38. Esposizione Internazionale d'Arte: dalla natura all'arte dall'arte alla natura, Venezia[25][26]
- 1980 - Camere Incantate, Palazzo Reale, Milano
- 1981 - Lo spazio scenografico della televisione italiana - XVI Triennale, Milano
- 2001 - elettroshock, 30 anni di video in Italia 1971-2001; Roma, 21-27 maggio[27]
- 2003 - INVIDEO Istantanee – Instant Images XIII edizione Mostra Internazionale di video d’arte e cinema oltre; Parigi, Centre Wallonie Bruxelles, 4 novembre 2003; Milano, Spazio Oberdan, 5 – 9 novembre 2003[28][29]
- 2015 - Looking for listening; Galleria de' Foscherari, Bologna, 02 ottobre 2015 - 02 novembre[30]
- 2015 - Michele Sambin “SOLO” XIII Mostra internazionale del Video e Cinema d'Autore; Palazzo Tupputi, Bisceglie, ottobre 2019 – giugno 2020[31]
- 2015 - 2016 - Luce. Scienza Cinema Arte; Palazzo del Governatore, Parma, 14 novembre 2015 – 17 gennaio 2016[32]
- 2021 - Michele Sambin, La sonorità dell'immagine;  Atrio monumentale Asp-Itis, Trieste, 25 giugno – 19 settembre[33]

## Opere significative
- 1972: Blud'acqua, 16 mm, colore, sonoro magnetico, 25'
- 1976: Film a strisce (La petite mort), 16 mm, colore, muto, 3'
- 1976: Oihcceps, european standard, open reel 1/2", b/n, 1' 17"
- 1977: Playing 4, 8, 12..., european standard, open reel 1/2", b/n, 18' 34"
- 1977/2013: Looking for listening, european standard, 3 nastri open reel 1/2", b/n, 28' ogni nastro; video-performance; commissione ASAC Venezia
- 1977/2016: Diogene, 16 mm, colore, sonoro magnetico, 2' 26"
- 1978: Dodici animali, U-Matic 3/4", colore, 17' 28", performance musicale
- 1980: Sax soprano due, Loop 1/2", U-Matic 3/4", b/n, 4' 21"
- 1980: Armoniche, movimenti sonori nello spazio
- 1981: From left to right, video-installazione musicale
- 1984: Se San Sebastiano sapesse, performance, 25', assolo per violoncello
- 1987: Macchine sensibili
- 1988: Lupus et agnus
- 1991: Fuore de mi medesimo, dalla Lettera di Ruzante a Messer Marco Alvarotto di Angelo Beolco
- 1994: Medit'Azioni, Hi8, colore, 57' 39",  opera video
- 1999: Sogno di Andrej
- 2000: Barbablù, in principio, operina di teatro sonoro in sette movimenti
- 2003: Più de la vita, assolo per voce corpo e strumenti
- 2004: Stupor Mundi
- 2007: Anima blu, omaggio a Marc Chagall
- 2006/2008: Tutto è vivo
- 2007/08/09: deForma
- 2009: Solo, video installazione[34][35]